# Крещение
Креще́ние (др.-греч. βάπτισμα — «погружение в воду») — одно из важнейших таинств в христианской Церкви. Через крещение человек становится членом Церкви, присоединяется к сообществу верных. Только после крещения человек получает возможность участвовать во всех остальных таинствах Церкви, и прежде всего, в Евхаристии. Таинство крещения состоит либо в погружении (однократном или трёхкратном, в зависимости от конфессии) человека в воду, либо в обливании принимающего крещение человека, с произнесением пресвитером (священником) установленных молитвословий. Таинство крещения признают все христианские конфессии, хотя и не в одинаковом смысле.

## Происхождение таинства
По мнению советского историка-этнографа С. А. Токарева, водяное крещение, то есть обрядовое очищение при помощи воды, восходит к древнейшим обрядам инициации, посвящение в тайные союзы, а в древневосточных религиях в мистерии, сопровождалось всегда ритуальным очищением, водяное крещение существовало в элевсинских мистериях, в таинствах Диониса и Исиды. С ним согласен советский и российский религиовед И. Н. Яблоков.
У иудеев существует твила — обряд ритуального окунания в микву, сопровождающий не только вступление прозелита в иудаизм, но и многократно очищающий от ритуальной нечистоты.
Крещение совершал в реке Иордан Иоанн Креститель (Мф. 3:1—17; Мк. 1:2—11; Лк. 3:3—21; Ин. 1:25—33), проповедуя иудеям грядущего Мессию — Иисуса Христа. Крещение совершали в знак покаяния крещаемого человека в своих грехах перед Богом. Иисус Христос также принял крещение Иоанна, хотя, согласно христианскому учению, не имел греха (1Пет. 2:22). «Иоанново крещение» таким образом стало прообразом и проповедью христианского крещения, подготовкой к нему народа Божия (Деян. 19:4).

## Теология таинства
В исторических церквях, а также в лютеранстве и англиканстве крещение относится к таинствам. В других протестантских деноминациях крещение понимается как символический обряд.
Фома Аквинский в Сумме теологии (III, 66, 3) писал, что «вода является надлежащей материей крещения» (aqua est propria materia Baptismi). В крещении, с точки зрения Церкви, человек умирает для жизни плотской, греховной и возрождается от Святого Духа в жизнь духовную. При крещении человек не только смывает с себя все прежние грехи, но он также умирает для греха:

В образе умерщвления, представляемом посредством воды, производится уничтожение примешавшегося порока, правда, не совершенное уничтожение, но некоторое пресечение непрерывности зла.
— Григорий Нисский
В Послании к Римлянам говорится, что крещаемый умирает с Христом (умирает для греха), чтобы воскреснуть с Ним для вечной жизни: «Итак мы погреблись с Ним крещением в смерть, дабы, как Христос воскрес из мертвых славою Отца, так и нам ходить в обновленной жизни» (Рим. 6:4).

### Рождение от воды и Духа
Одним из ключевых отрывков Нового Завета, который нередко соотносят с крещением, являются слова Иисуса Христа иудейскому раввину Никодиму:

Иисус сказал ему в ответ: истинно, истинно говорю тебе, если кто не родится свыше, не может увидеть Царствия Божия. Никодим говорит Ему: как может человек родиться, будучи стар? неужели может он в другой раз войти в утробу матери своей и родиться? Иисус отвечал: истинно, истинно говорю тебе, если кто не родится от воды и Духа, не может войти в Царствие Божие.
— Ин. 3:3—5
Различие в конфессиональном понимании крещения во многом обусловлено разным толкованием именно этих слов Христа. В православии, католицизме и некоторых протестантских конфессиях традиционно под рождением от «воды и Духа» понимается таинство крещения, которое одновременно приравнивается к духовному возрождению (рождению свыше) человека. У баптистов и пятидесятников распространено мнение, что в отрывке нет речи о таинстве крещения в традиционном христианском понимании. К моменту разговора Иисуса с Никодимом существовало лишь крещение Иоанна Крестителя, которое представляло собой иудейский обряд ритуального очищения твила и знаменовало собой уверование в Мессию и покаяние в грехах.

## Крещение в ранней Церкви
Во времена апостолов крещение взрослых чаще всего следовало непосредственно за исповеданием веры во Христа, практически без особо длительной подготовки (Деян. 2:37—46, 8:26—40, 9:10—19, 10:44—48, 18:8, 19:5—7).
Впоследствии возникла потребность в основательной подготовке к крещению. Во II веке повсеместно утвердилась практика предварительного оглашения (наставления) всех желающих принять крещение. До VI века подготовка взрослых людей к крещению была обязательной и называлась «оглашением» (или «катехизацией»). Оглашенные делились на несколько разрядов (до пяти), а само оглашение могло длиться до трёх и более лет.
Древняя Церковь знала так называемое «крещение кровью» (baptisma sanguinis) во время гонений, когда даже некрещённый водою мученик (martys) за Христа признавался святым. Но это исключение обуславливалось взглядом на крещение, как на смерть для мира (для греха), и если пострадавший, заявивший себя христианином во время страданий, оставался в живых, то крещение кровью обязательно восполнялось.
В древности обряд воцерковления родившегося или уверовавшего во Христа человека, а также его оглашение, крещение и миропомазание разделялись во времени в зависимости от духовной подготовленности человека. Перед крещением требовалось искреннее покаяние и желание исправить свою жизнь, полагался 40-дневный пост, в течение которого совершалось ежедневное торжественное отречение от прежних своих религиозных заблуждений, от дьявола и всех дел его, и сочетание со Христом, исповедание христианской веры и её тщательное изучение. Всячески поддерживая готовящихся к крещению, вместе с ними постилась и вся христианская община. Отголосками этой традиции остались Великий пост перед Пасхой и пост перед Рождеством, которое раньше праздновалось в один день с Крещением Господним. Если верный христианин переселялся в другой город, то община давала ему сопроводительное письмо, по которому его принимала в евхаристическое общение община христиан другого города.
До того, как Церковь окончательно сформировала свою позицию насчёт крещения, взгляды на него разнились. Так многие отцы Церкви, жившие с IV по V века, в детстве крещены не были. Григорий Богослов, сын Назианзского епископа, принял крещение от собственного отца в 30-летнем возрасте, Василий Великий и Иоанн Златоуст крестились уже после завершения получения образования. В тот период бытовало мнение, что чем позже креститься, тем лучше, чтобы «смыть» все накопившиеся за жизнь грехи; некоторые крестились даже на смертном одре. Однако уже в 124-м правиле Карфагенского Собора 397 года содержится анафема в адрес отвергающих необходимость крещения младенцев и новорождённых детей. На крещении младенцев настаивал Киприан Карфагенский.

### Дидахе
В «Дидахе», руководстве для новообращённых ранней Церкви, упомянут процесс крещения, который строг для крестника и всей общины, и смягчён для пожилых и больных.

Прежде, чем окунать, научите сначала всему вышеописанному. Окунайте во имя Отца и Сына и Святого Духа в «живой» воде. А если не можешь в «живой» воде, то окунай в воде, какая есть, если не можешь в холодной [воде], то [окунай] в тёплой, а если не можешь [окунать] в обеих (ни в холодной воде, ни в тёплой), то трижды возлей воду на голову во имя Отца и Сына и Святого Духа. А перед окунанием пусть постятся окунатель и окунаемый, а если смогут, то и другие. А окунаемому прикажи, чтобы заранее постился день или два.
Оригинальный текст (греч.)περι δε του βαπτισματος ουτω βαπτισατε ταυτα παντα προειποντες βαπτισατε εις το ονομα του πατρος και του υιου και του αγιου πνευματος εν υδατι ζωντι εαν δε μη εχης υδωρ ζων εις αλλο υδωρ βαπτισον ει δ ου δυνασαι εν ψυχρω εν θερμω εαν δε αμφοτερα μη εχης εκχεον εις την κεφαλην τρις υδωρ εις ονομα πατρος και υιου καυ αγιου πνευματος προ δε του βαπτισματος προνηστευσατω ο βαπτιζων και ο βαπτιζομενος και ει τινες αλλοι δυνανται κελευεις δε νηστευσαι τον βαπτιζομενον προ μιας η δυο
— Дидахе 7

## Крещение в православии

### Порядок (чин) крещения
Порядок совершения церковного обряда оглашения и таинства крещения находится в требнике. Крещение в Православной церкви совершается троекратным погружением с головой в купель со святой водой во имя Отца, и Сына и Святого Духа. Широко распространено также крещение обливанием, однако патриарх Алексий II призвал духовенство РПЦ совершать крещение через полное погружение в святую воду, а не через обливание. Обливательное крещение, хотя и не считается традиционным, признаётся действительным. При крещении обязательно произносятся тайносовершительные слова:

Креща́ется раб Бо́жий (раба́ Бо́жия, имярек) во и́мя Отца́ (первое погружение), ами́нь, и Сы́на (второе погружение), ами́нь, и Свята́го Ду́ха (третье погружение), ами́нь.
— Справочник православного человека. Таинства Православной Церкви. Совершитель Таинства Крещения
Крещение совершает архиерей или священник, в крайнем случае крестить может даже мирянин «страха ради смертного» с обязательным произнесением тайносовершительных слов. Если крещённый мирянином человек останется живым, то над ним крещение священник больше не повторяет (если оно правильно было совершено), но должен совершить над ним только миропомазание, после чего человека можно допускать до Причащения и других церковных таинств. Если же крещённый мирянином человек всё же умер, то за него уже можно молиться в храме и даже вынимать частички на проскомидии. Перед крещением должно совершаться оглашение, то есть, глубокое и всестороннее объяснение основ и смысла православной веры.
В начале крещения сам человек или его крёстный родитель должен трижды отречься от сатаны «и всех дел его, и всего служения его», трижды исповедать (заявить во всеуслышание) своё желание «сочетаться со Христом» и осознанно прочитать Символ веры, который должен быть хорошо знаком и понятен крещаемому или его восприемникам.
Затем священник произносит великую ектению, освящает воду в купели рукой, сложенной в именословное перстосложение, помазует воду и крещаемого елеем (см. елеопомазание), совершает собственно крещение (погружение); во время чтения 31-го псалма на крещёного надевается крест и белая одежда (в древней Церкви надевался ещё и венок на голову крестившегося, как на причисленного к лику мучеников и «царственного священства»). Священник совершает миропомазание и затем с крещёным и восприемниками троекратно обходит купель. Читается Апостол (Рим. 6:3—11) и Евангелие (Мф. 28:16—20), священник омывает и отирает миро, совершает постриг волос крещённого, произносит сугубую ектению и отпуст.
Таким образом, при совершении таинства крещения используется несколько обрядов, каждый из которых имеет символическое духовное значение:
- обращение крещаемого к западу (символу тьмы) для отречения от сатаны, который есть духовная тьма;
- помазание елеем младенца перед погружением в воду (купель) для непобедимости в борьбе с сатаной;
- погружение в воду, при котором Дух Святой тайно сходит на крещаемого, дарует семя Жизни (притча о Сеятеле) и очищает от грехов;
- возложение креста на грудь означает, что крестившийся желает постоянно помнить о кресте — символе спасения, и терпеливо (и с радостью) нести его всю свою жизнь;
- одевание в белую одежду указывает, что крещаемый очистился от грехов и должен вести чистую жизнь. Кроме того, белый цвет — проявление радости от обручения со Христом (Святые отцы учат, что душа каждого человека призвана стать невестой Бога);
- хождение вокруг купели — символ вечности;
- пострижение волос — предание новокрещённого воле Божией.

После крещения совершаются Миропомазание и новокрещёный христианин может участвовать в Евхаристии вместе с другими верными.
День принятия таинства крещения называется «Днём ангела». В православной традиции в День ангела принято посещать храм и, по возможности, причащаться.

### Крещение взрослых
Согласно 46-му правилу Лаодикийского собора и 78-му правилу Трулльского (Пято-Шестого) собора, «готовящимся ко крещению надлежит обучаться вере, и в пятый день седмицы давать обет епископу, или пресвитерам». В случае болезни взрослый мог быть крещён до окончания катехизационного срока, но это создавало канонические препятствия для его рукоположения в священнослужители (12-е правило Неокесарийского собора).
Такие требования к крещению «возрастных» сохраняются в Православной церкви на протяжении всей истории, даже когда такие крещения стали редкими, ограничиваясь обращёнными иноверцами. В России в синодальный период действовали следующие правила: 1) моложе 21 года иноверцы — пред крещением наставляются в вере Христовой шесть месяцев. Но этот шестимесячный для несовершеннолетних инородцев срок не должен быть понимаем в смысле срока непреложного. При этом должны быть принимаемы в соображение как понятия, так и степень убеждения обращающегося. Достигшие же означенного возраста оглашаются 40 дней, каковой срок и ещё сокращается в случае успехов наставляемого. 2) Больных, ищущих крещения, следует крестить без промедления, наблюдая при том, чтобы они были в здравом уме и полном сознании, и уведомлять епархиальное начальство о выздоровлении таких лиц, чтобы оно могло поручить духовному лицу для оглашения в вере выздоровевшего новокрещённого.
В настоящее время в условиях секуляризации общества повсеместно возрождается институт катехуменов (оглашенных). В РПЦ документом «О религиозно-образовательном и катехизическом служении в Русской Православной Церкви», утверждённым 27 декабря 2011 года, объявляются обязательным условием крещения взрослых «несколько бесед, включающих в себя изучение Символа веры, избранных мест Священного Писания, основ христианской нравственности, в том числе представления о грехах и добродетелях, введение в литургическую жизнь Церкви». Подобную «минимальную огласительную подготовку» документ предписывает также для родителей и восприемников (крёстных) крещаемых детей «кроме тех случаев, когда они научены основам веры и участвуют в церковной жизни».

### Крещение младенцев
В православии крещение совершается над человеком в любом возрасте, начиная с новорождённых младенцев. Над младенцами крещение совершается по вере родителей и восприемников — крёстных отцов и матерей. Они несут ответственность за христианское воспитание детей, поручаются за веру крещаемого и обязаны разделить труды родителей по его воспитанию. Крёстными родителями не могут быть монашествующие, родители в отношении собственных детей, супруги при крещении одного младенца, но состоящим в браке разрешается быть восприемниками разных детей одних и тех же родителей при условии, что их крещение совершается в разное время.
В древности крещение младенцев присутствовало, однако распространённость этой практики — предмет дискуссии. Некоторые считали, что дети — безгрешны, и в случае их смерти, они и без крещения попадут в рай, и что другие считали необходимым крещение детей, так как основывались на словах Христа: «Пустите детей и не препятствуйте им приходить ко Мне, ибо таковых есть Царство Небесное» (Мф. 19:14), о практике крестить детей по вере их родители пишет Ипполит Римский в начале III века. Многие, даже уверовавшие, оттягивали своё крещение, чуть ли не до смертного одра, рассчитывая подольше пожить в наслаждениях и грехах, а затем очиститься крещением от всех грехов и умереть почти безгрешным. Поэтому Церковь стала бороться с этим обычаем, и стала требовать крещения младенцев уже в 8-й день от роду (как было заведено и с ветхозаветным обрезанием), а в случае угрозы здоровью и жизни ребёнка, даже раньше. В этом случае несознательный ещё ребёнок крестится по вере родителей и восприемников.
До 40-го дня даже православной роженице (как ещё неочистившейся) нельзя входить в храм. До погружения мальчика держит крёстная мать, после погружения священник передаёт крещёного младенца крёстному отцу, а если крестят девочку, то её сначала держит крёстный отец, а после погружения — крёстная мать. При воцерковлении мальчика с чтением песни Симеона Богоприимца его вносят в алтарь через северные двери, обносят вокруг престола через Горнее место, а девочек в алтарь не вносят.
До 7-летнего возраста согласие на крещение младенца требуется только у его родителей, потому что только они несут ответственность за ребёнка перед Богом. До 14-летнего возраста на крещение требуется согласие как родителей, так и самого подростка. Для тех, кто старше 14-ти лет, разрешение на Крещение от родителей уже не требуется.

### Символика таинства
Каждый элемент обряда в православном таинстве крещения выражает посвящение человека Иисусу Христу. Например, острижение волос в греко-римском мире было знаком рабства человеку, а в таинстве крещения острижение пряди волос знаменует собой рабство Богу. Нательный крестик, который вешают на шею крещаемому, должен напоминать о крестном подвиге Христа, о долге христианина и заповеди Спасителя: 

Если кто хочет идти за Мною, отвергнись себя, и возьми крест свой…
— Мф. 16:24
Смысл этого напоминания в том, чтобы помочь крещённому преодолеть эгоизм, гордость, сластолюбие, лень, страх и приблизиться к той любви, которой любил человека и мир Христос. Белая рубаха, в которую облачают крещаемого (анаволий) означает чистоту жизни во Христе, преображение человека Божественным Светом; свеча в его руке — духовное просвещение, свет радости.
Крещение является духовным рождением, после крещения и миропомазания можно приступать ко всем остальным таинствам Церкви (исповедь можно принять и от оглашенного).

## Крещение в католицизме

### Порядок крещения
Крещение совершает диакон, священник или епископ, в крайнем случае крестить может и мирянин (laicus), женщина (mulier) и даже некрещённый (nonbaptizatus). Перед крещением кандидат отрекается от сатаны и читает Символ веры. В латинском обряде крещение совершается обычно путём троекратного поливания (effusionis) или окропления (aspersionis), в восточных и в некоторых западных (например, амвросианском) обрядах — погружением (immersionis). Фома Аквинский допускал однократное погружение во время крещения (сумма теологии, III, 66, 8). Во время крещения обязательно произносится тайносовершительная формула «(имя), я крещу тебя во имя Отца и Сына и Святого Духа» (ego te baptizo in nomine patris et filii et spiritus sancti). Чинопоследование крещения в византийском обряде аналогично описанному выше православному.

### Крещение взрослых
В Католической церкви перед крещением взрослых обязательна подготовка к принятию таинства, так же как это было заведено в раннем христианстве. Подготовка, на которой рассказывается о догматах веры, объясняется порядок церковной жизни и обязанности христианина, называется катехуменатом или оглашением, а обучаемые — катехуменами или оглашенными. Катехуменат длится от нескольких месяцев до нескольких лет (в России — один год). Часто крещение взрослых согласно древней традиции совершается на богослужении Навечерия Пасхи во время так называемой Литургии Крещения. Однако таинство может проводиться и вне литургического действа.
Перед совершением таинства священник спрашивает оглашенных, хотят ли они принять крещение, затем благословляет их, чертя знак креста на лбу новокрещаемых, после чего совершает молитву экзорцизма для очищения крещаемых от первородного греха. Все присутствующие в храме, включая катехуменов, читают литанию всем Святым, после чего священник благословляет воду для крещения. Для благословения священник трижды погружает в крещальную воду пасхал — пасхальную свечу. Совершается помазание новокрещённых елеем (не являющееся таинством миропомазания), которое символизирует крепость в борьбе со злом. Помазание елеем катехуменов может также совершаться в период подготовки оглашенного.
Оглашенные и все присутствующие в храме (обновляя свои крещальные обеты) отрекаются от сатаны и обещают верить и служить Христу как Царю и Богу, затем свидетельствуется их вера чтением вслух Символа веры. Священник совершает собственно крещение путём троекратного погружения или обливания крещаемого со словами «крещу тебя во имя Отца и Сына и Святого Духа». После совершения таинства новокрещённому вручается зажжённая свеча и надевается белая одежда, как символ света Христова и очищения для новой жизни.
Таинство крещения смывает первородный грех и все грехи, совершённые христианином до таинства, поэтому перед крещением катехумены не исповедуются.
Католическая церковь считает, что те, кто принял мученическую смерть за Христа, не будучи крещёными, приняли «крещение кровью» (Baptismum sanguinis) и умерли полноправными членами Церкви. Также и катехумены, умершие в период подготовки к таинству крещения, считаются принявшими «крещение желанием» (Baptismus flaminis). Крещение кровью и крещение желанием, не будучи таинством, приносят полноценные плоды крещения.
В случае если существуют обоснованные сомнения в том, было ли крещено некое лицо или нет, над ним может быть произведено условное крещение.
В Восточных католических церквях сразу за таинством крещения обычно следует таинство миропомазания и первое причастие, в латинском обряде обязательно следует причастие, таинство миропомазания преподаётся, если крещение совершал епископ или священник с правом совершать это таинство; если нет — таинство миропомазания преподаётся позднее. Для своего первого причастия новокрещённые выходят со зажжёнными свечами и причащаются вместе с министрантами.

### Крещение младенцев
В Католической церкви принято крещение младенцев. Согласно Кодексу канонического права «чтобы ребёнок был крещён законным образом, необходимо наличие обоснованной надежды на то, что он будет воспитан в католической вере. Если же таковая полностью отсутствует, то крещение следует отложить согласно предписаниям партикулярного права, уведомив родителей о причине этого».
В Восточных католических церквях сразу после крещения над младенцем может быть совершено таинство миропомазания и он может участвовать в таинстве Евхаристии. В латинском обряде первое причастие и миропомазание традиционно откладываются. Первое причастие обычно совершается в 7—12 лет, миропомазание в юношеском возрасте (его, как правило, преподаёт епископ).

## Крещение в протестантизме
Так же, как в исторических церквях, в протестантизме крещение символизирует смерть и воскресение со Христом, отказ от греха, присоединение к Церкви. Евангельские христиане-баптисты новозаветную формулу 

крещение не плотской нечистоты омытие, но обещание Богу доброй совести
— 1Пет. 3:21
 трактуют как «ответное согласие на вхождение в Завет с Богом, согласие на Божье требование иметь добрую совесть».
В протестантских конфессиях есть расхождение по некоторым вопросам, связанным с крещением. Одним из них является форма проведения Таинства. Лютеране, англикане, пресвитериане, меннониты и другие признают различные формы крещения (на практике чаще используя обливание). В то же время в баптизме и родственных ему конфессиях крещение совершается исключительно полным погружением.
Одной из наиболее остро обсуждаемых тем в дискуссии между протестантскими конфессиями является вопрос крещения детей (детокрещения).

### Отказ от крещения детей
Крещение младенцев практикуется в одних протестантских конфессиях (лютеранство, основные течения кальвинизма, англиканство, методизм) и недопустимо в других — в меннонитстве, мессианском иудаизме, баптизме и родственных баптизму евангельском христианстве, адвентизме, в исторически связанных с баптистской традицией направлениях классического пятидесятничества и харизматического движения (при этом некоторые пятидесятнические церкви крещение детей допускают). Крещение без сознательного участия крещаемого такие конфессии вообще не считают крещением.
По мнению богослова Виктора Шлёнкина, «детское крещение не может быть прямо обосновано использованием Нового Завета. Священное Писание не содержит никаких прямых ссылок на крещение детей». По мнению противников крещения детей, «обещание Богу доброй совести» может дать только сам крещаемый, но не его родственники или «крёстные родители».
По мнению баптистского богослова Сергея Санникова, в Новом Завете даны три основных условия допуска к крещению:
- Охотное принятие Слова Божьего. «Как написано: „Итак, охотно принявшие Слово Его крестились, и присоединилось в тот день душ около трёх тысяч“ (Деян. 2:41). Это происходит потому, что спасающая вера, необходимая для крещения, возникает от Слова Божьего. Как написано: „вера от слышания, а слышание — от Слова Божия“ (Рим. 10:17)», — пишет Санников[54].
- Покаяние.
- Вера от всего сердца. «В 8-й главе Деяний Апостолов описано принятие водного крещения евнухом. Здесь упоминается ещё одно условие, выполнение которого должно предшествовать водному крещению: Вот вода, что препятствует мне креститься? — спрашивает евнух. И услышал ответ Филиппа: если веруешь от всего сердца, можно», — отмечает Санников[54].

Перечисленные условия принятия водного крещения и само определение сути водного крещения говорит о том, что его принимать могут только лица, отвечающие за свои действия, понимающие суть крещения, могущие покаяться и дать обещание доброй совести. Поэтому дети, как и невменяемые люди, которые не могут осознать Истину Божьего спасения, и отвечать за свои поступки, не заключают завета с Иисусом. Они не могут принимать Слово Божие, не могут веровать, не могут каяться и обещать добрую совесть.
— Сергей Санников

### Баптизм и родственные конфессии
Баптисты начинают крестить с 14—15 лет, в каждом конкретном случае вопрос «нижнего возрастного порога» решается индивидуально в зависимости от личности кандидата на крещение. Период катехизации и «испытательного срока» (во время которого члены общины должны убедиться, что кандидат на крещение действительно сознательно верует и отказался от греховного образа жизни) длится, как правило, не менее полугода (иногда он занимает несколько лет).
Решение о крещении принимается на общем собрании членами общины. Крещение одновременно является актом приёма крещаемого в общину. В баптизме крещение совершается через однократное погружение в воду. Перед погружением производящий крещение пастор спрашивает крестящегося: «Веришь ли, что Иисус Христос есть Сын Божий? Обещаешь ли служить Богу в доброй совести?». После утвердительного ответа он говорит: «По вере твоей крещу тебя во имя Отца и Сына и Святого Духа». Слово «Аминь» крещаемый произносит вместе с пастором. После крещения пасторы совершают молитву над крещёнными, затем совершается Хлебопреломление.
Принципиально не крестя детей, баптисты и представители родственных конфессий практикуют совместную молитву членов общины об их благословении.

## Условное крещение
Если точно неизвестно о крещении какого-либо человека, то в католицизме используется так называемое «условное крещение». При этом используется формула «если ты не крещён, то я крещаю тебя во имя Отца, Сына и Святого Духа». Из католической практики условное крещение было перенесено в Требник Петра Могилы, из которого в свою очередь — в современную практику РПЦ.

## Крещение по намерению
На основе суждений Амвросия Медиоланского и Блаженного Августина возникло понятие «крещения по намерению», суть которого заключается в том, что человек может спастись одной верой, соединённой с желанием принять таинство Крещения, если осуществлению этого желания воспрепятствовала смерть или какие-либо иные непреодолимые обстоятельства. Особый случай представляет «крещение кровью», когда человек, который не успел принять таинство Крещения, принимает мученическую смерть за свою верность Христу (см. Аглаий, в ст. Сорок Севастийских мучеников).